# Mistrzostwa Polski w Tenisie Stołowym 1988
Mistrzostwa Polski w Tenisie Stołowym 1988 – 56. edycja mistrzostw, która odbyła się w 1988 roku w Gdańsku.

## Medaliści
| Konkurencja             | Złoty                                                                                  | Srebrny                                                             | Brązowy                                                                               |
| Gra pojedyncza mężczyzn | Andrzej Grubba (AZS Gdańsk)                                                            | Leszek Kucharski (BTK Halmstad)                                     | Stefan Dryszel (AZS Gliwice)                                                          |
| Gra pojedyncza kobiet   | Katarzyna Calińska-Tomaszewska (Włókniarz Łódź)                                        | Jadwiga Kawałek-Szymanelis (Włókniarz Łódź)                         | Dorota Djaczyńska-Nowacka (Zagłębie Lubin)                                            |
| Gra podwójna mężczyzn   | Andrzej Grubba (AZS Gdańsk) Leszek Kucharski (BTK Halmstad)                            | Stefan Dryszel (AZS Gliwice) Piotr Molenda (AZS Gliwice)            | Krzysztof Piechaczek (Górnik Czerwionka) Artur Rachański (Motor Lublin)               |
| Gra podwójna kobiet     | Dorota Djaczyńska-Nowacka (Zagłębie Lubin) Jadwiga Kawałek-Szymanelis (Włókniarz Łódź) | Dorota Bilska-Borkowska (AZS Wrocław) Elżbieta Gracek (AZS Wrocław) | Danuta Mania-Grabizna (Burza Wrocław) Stanisława Łastówka (Zofiówka Jastrzębie-Zdrój) |
| Gra mieszana            | Andrzej Grubba (AZS Gdańsk) Jadwiga Kawałek-Szymanelis (Włókniarz Łódź)                | Leszek Kucharski (BTK Halmstad) Dorota Bilska-Nowacka (AZS Wrocław) | Piotr Molenda (AZS Gliwice) Elżbieta Gracek (AZS Wrocław)                             |